# Гайовиці (Сілезьке воєводство)
Гайовиці (пол. Gajowice) — село в Польщі, у гміні Вельовесь Гливицького повіту Сілезького воєводства.
Населення — 87 осіб (2011).

## Демографія
Демографічна структура станом на 31 березня 2011 року:
|          | Загалом | Допрацездатний вік | Працездатний вік | Постпрацездатний вік |
| -------- | ------- | ------------------ | ---------------- | -------------------- |
| Чоловіки | 44      | 10                 | 31               | 3                    |
| Жінки    | 43      | 10                 | 25               | 8                    |
| Разом    | 87      | 20                 | 56               | 11                   |